# 鞆駅

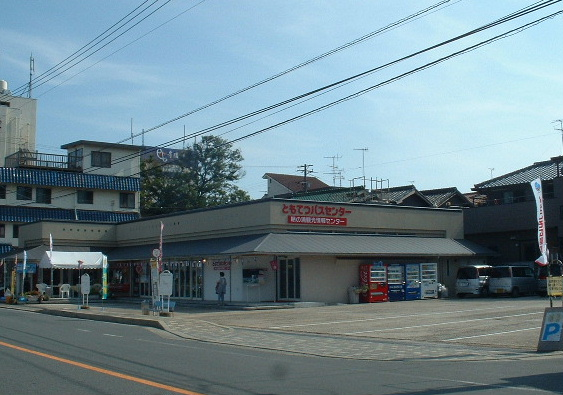
鞆鉄バスセンター（2006年8月）

鞆駅（ともえき）は、かつて広島県沼隈郡鞆町後地（現在の福山市鞆町後地）にあった鞆鉄道鞆鉄道線の終着駅（廃駅）である。鞆町の市街地の北側の入り口に位置していた。

## 歴史
鞆鉄道線は晩期には自社バス路線によって経営が圧迫され、朝夕のみの運行になっていたが、これはバスの鞆側ターミナルが市街地の中心地に位置しており、当駅よりも利便性に優れていたことも鉄道路線廃止の原因のひとつである。ほかにも当初営業の目的であった鞆の港で荷揚げされる鉄道貨物輸送が、港の地盤沈下によって振るわなかったことも指摘されている。
なお、バスターミナルは2005年（平成17年）春に建物が更新され、敷地内に関連企業の株式会社グローバルが運営する土産物店「ともてつバスセンター」が新規に作られたが、鞆鉄道としての営業拠点は失われた。しかし、館内に鞆鉄道営業当時の写真や備品類が展示されている。

### 年表
- 1913年（大正2年）11月17日 - 鞆軽便鉄道の駅として開業。
- 1926年（大正15年）12月19日 - 鞆鉄道への社名変更に伴い、同社の駅となる。
- 1954年（昭和29年）3月1日 - 全線廃止に伴い廃止。

## 現状
駅跡地は、鉄工工場の敷地とバスの回転場などの広場となっている。また旧鉄道路盤も県道22号線の拡幅工事によって痕跡は消滅している。
かつての駅の痕跡は廃止から半世紀が経過しており、鉄道を記念するモニュメントも一切存在しないため、ほとんど確認することはできない。バス停の名称は「鞆車庫前」であり、敷地内の片隅に標識がある。その標識と屋根の下に、わずかに駅舎の改札口の基礎の残存が確認できる程度である。

## 隣の駅
鞆鉄道
鞆鉄道線
金崎駅 - 鞆駅